# Ashmeadiella xenomastax
Ashmeadiella xenomastax là một loài Hymenoptera trong họ Megachilidae. Loài này được Michener mô tả khoa học năm 1939.